# ABBA Gold - Greatest Hits
Albums de ABBA
The Visitors
(1981) More ABBA Gold: More ABBA Hits
(1993)
ABBA Gold: Greatest Hits ou Gold: Greatest Hits est une compilation des plus grands succès du groupe de pop suédois ABBA, sortie en 1992.
Cette compilation remporte un énorme succès et s'est vendue entre 25  et   28 millions d'exemplaires dans le monde, selon les sources,,.

## Historique
La première version de la compilation, (1992), présente les versions singles des chansons Voulez-vous et The Name of the Game. La compilation sera rééditée de nombreuses fois. En 1999, pour fêter les 25 ans de la victoire du groupe à l'Eurovision avec l'autographe des membres gravés sur le boitier CD. En 2002, la compilation sort avec le logo officiel du groupe. En 2008 elle est à nouveau éditée à l'occasion de la sortie du film Mamma Mia !

## Succès commercial
Cette compilation connaît un succès commercial très important, se classant en tête des ventes dans plusieurs pays, parfois à plusieurs reprises à des années d'écart, comme au Royaume-Uni. Dans ce pays, elle s'est en effet classée numéro un la semaine se sa sortie en 1992, puis de nouveau en 1999 pendant cinq semaines non consécutives, puis durant deux semaines consécutives en août 2008,,,.
En juillet 2021, elle devient le premier album musical à totaliser 1000 semaines de présence dans le classement des ventes d'albums britannique. Elle est alors classée 17e. Fin 2024, les ventes avec les équivalents streaming sont estimées à près de 37 millions d'exemplaires dont plus de 6 millions pour le Royame Uni (certifié 22 fois disque de Platine) ainsi que le même nombre d'unités pour les USA.

## Liste des titres
| 1.    | Dancing Queen                                           | Arrival (1976)              | 3:49 |
| 2.    | Knowing Me, Knowing You                                 | Arrival                     | 4:01 |
| 3.    | Take a Chance on Me                                     | The Album (1977)            | 4:01 |
| 4.    | Mamma Mia                                               | ABBA (1975)                 | 3:32 |
| 5.    | Lay All Your Love on Me                                 | Super Trouper (1980)        | 4:32 |
| 6.    | Super Trouper                                           | Super Trouper               | 4:10 |
| 7.    | I Have a Dream                                          | Voulez-Vous (1979)          | 4:43 |
| 8.    | The Winner Takes It All                                 | Super Trouper               | 4:54 |
| 9.    | Money, Money, Money                                     | Arrival                     | 3:05 |
| 10.   | SOS                                                     | ABBA                        | 3:19 |
| 11.   | Chiquitita                                              | Voulez-Vous                 | 5:26 |
| 12.   | Fernando                                                | Single (1976)               | 4:10 |
| 13.   | Voulez-vous (4:21 en 1992 - 5:08 par la suite)          | Voulez-Vous                 | 4:21 |
| 14.   | Gimme! Gimme! Gimme! (A Man After Midnight)             | Greatest Hits Vol. 2 (1979) | 4:46 |
| 15.   | Does Your Mother Know                                   | Voulez-Vous                 | 3:14 |
| 16.   | One of Us                                               | The Visitors (1981)         | 3:53 |
| 17.   | The Name of the Game (4:01 en 1992 - 4:55 par la suite) | The Album                   | 3:56 |
| 18.   | Thank You for the Music                                 | The Album                   | 3:51 |
| 19.   | Waterloo                                                | Waterloo (1974)             | 2:42 |
| 77:10 |                                                         |                             |      |

## Crédits
ABBA
- Benny Andersson : synthétiseur, instrument à clavier, chant
- Agnetha Fältskog : chant
- Anni-Frid Lyngstad : chant
- Björn Ulvaeus : banjo, guitare, chant

Personnel additionnel
- Jon Astley : remasterisation numérique  (réédition 1999, 2002, 2004)
- Henrik Jonsson : remasterisation numérique (réédition 2008)
- Ingemar Bergman : compilation
- Chris Griffin : compilation
- George McManus : compilation
- Jackie Stansfield : compilation
- John Tobler : notes du livret, compilation
- Carl Magnus Palm : notes du livret (réédition 1999, 2002, 2004, 2008)
- Michael B. Tretow : remasterisation numérique (réédition 1992)

Production
- Producteurs : Benny Andersson et Björn Ulvaeus
- Ingénieur du son : Michael B. Tretow

## Classements hebdomadaires
| Classement (depuis 1992)           | Meilleure place |
| ---------------------------------- | --------------- |
| Allemagne (Media Control AG)       | 1               |
| Australie (ARIA)                   | 1               |
| Autriche (Ö3 Austria Top 40)       | 1               |
| Belgique (Flandre Ultratop)        | 5               |
| Belgique (Wallonie Ultratop)       | 16              |
| Canada (Canadian Albums Chart)     | 15              |
| Danemark (Tracklisten)             | 5               |
| Écosse (OCC)                       | 1               |
| Espagne (Promusicae)               | 24              |
| États-Unis (Billboard 200)         | 25              |
| Finlande (Suomen virallinen lista) | 1               |
| France (SNEP)                      | 34              |
| Grèce (IFPI Greece)                | 1               |
| Irlande (IRMA)                     | 1               |
| Italie (FIMI)                      | 13              |
| Mexique (AMPROFON)                 | 69              |
| Norvège (VG-lista)                 | 1               |
| Nouvelle-Zélande (RIANZ)           | 3               |
| Pays-Bas (Mega Album Top 100)      | 3               |
| Portugal (AFP)                     | 2               |
| Royaume-Uni (UK Albums Chart)      | 1               |
| Suède (Sverigetopplistan)          | 1               |
| Suisse (Schweizer Hitparade)       | 1               |

## Certifications
| Pays                       | Certification | Unités certifiées |
| -------------------------- | ------------- | ----------------- |
| Allemagne (BVMI)           | 5 × Platine   | 2 500 000         |
| Australie (ARIA)           | 17 × Platine  | 1 190 000         |
| Autriche (IFPI)            | 3 × Platine   | 150 000           |
| Belgique (BEA)             | 7 × Platine   | 350 000           |
| Brésil (Pro-Música Brasil) | Or            | 100 000           |
| Canada (Music Canada)      | Diamant       | 1 000 000         |
| Danemark (IFPI)            | 7 × Platine   | 560 000           |
| États-Unis (RIAA)          | 6 × Platine   | 6 000 000         |
| Finlande (IFPI)            | 2 × Platine   | 145 962           |
| France (SNEP)              | Diamant       | 1 000 000         |
| Italie (FIMI)              | 2 × Platine   | 100 000           |
| Japon (RIAJ)               | 3 × Platine   | 750 000           |
| Mexique (AMPROFON)         | Platine       | 250 000           |
| Pays-Bas (NVPI)            | Platine       | 100 000           |
| Pologne (ZPAV)             | Platine       | 100 000           |
| Portugal (AFP)             | Platine       | 20 000            |
| Royaume-Uni (BPI)          | 21 × Platine  | 6 300 000         |
| Suède (GLF)                | 5 × Platine   | 500 000           |
| Suisse (IFPI)              | 10 × Platine  | 500 000           |